# Don McGill
Don McGill (* 18. April 1963 in New York City) ist ein US-amerikanischer Fernsehproduzent und Drehbuchautor. Bekannt wurde er unter anderem zusammen mit Donald P. Bellisario als Erfinder der Fernsehserie Navy CIS.
McGill hat als Produzent und Drehbuchautor an verschiedenen US-amerikanischen Fernsehserien mitgewirkt, darunter JAG – Im Auftrag der Ehre (2001–2005), Navy CIS (2003–2004), Numbers – Die Logik des Verbrechens (2005–2009), CSI: Vegas (2010–2014) und Bull (2016–2017).